# Euphorbia aspericaulis
Euphorbia aspericaulis är en törelväxtart som beskrevs av Ferdinand Albin Pax. Euphorbia aspericaulis ingår i släktet törlar, och familjen törelväxter. Inga underarter finns listade i Catalogue of Life.